# 1604 w literaturze
Wydarzenia literackie w 1604 roku.

## Nowe poezje
- Bernardo de Balbuena – Grandeza mexicana

## Nowe dramaty
- polskie
  - Jan Jurkowski – Tragedyja o polskim Scylurusie i trzech synach koronnych Ojczyzny Polskiej

## Zmarli
- Isabella Andreini, włoska aktorka i poetka
- Edward de Vere, angielski poeta